# Simon Harris
Simon Harris (nascido em 17 de outubro de 1986) é um político irlandês que atuou como Taoiseach entre 9 de abril de 2024 e 23 de janeiro de 2025. É líder do partido Fine Gael desde 2024. Harris tem sido ministro no governo da Irlanda desde 2016, atuando como Ministro para Educação Superior e Superior, Pesquisa, Inovação e Ciência desde junho de 2020. Ele é um Teachta Dála (TD) pela circunscrição de Wicklow desde 2011 e foi Ministro de Estado de 2014 a 2016.
Após um período inicial nas fileiras do partido como o Mais Jovem do Dáil, Harris foi promovido ao cargo de Ministro de Estado no Departamento de Finanças em 2014. Após a formação de um governo minoritário do Fine Gael em maio de 2016, Harris foi nomeado para o gabinete como Ministro da Saúde. Com a formação do governo de coalizão em junho de 2020, Harris foi nomeado Ministro para Educação Superior e Superior, Pesquisa, Inovação e Ciência. Ele foi eleito líder do Fine Gael em 24 de março de 2024, após a renúncia de Leo Varadkar, sucedendo-o como Taoiseach em 9 de abril de 2024, tendo sido substituído por Micheál Martin em 23 de janeiro de 2025. Foi então nomeado Ministro das Relações Exteriores e Comércio e também Ministro da Defesa no governo de Martin.